# Parallactis zorophanes
Parallactis zorophanes is een vlinder uit de familie dominomotten (Autostichidae). De wetenschappelijke naam van deze soort is voor het eerst geldig gepubliceerd in 1954 door Janse.
De soort komt voor in het Afrotropisch gebied.